# Saison 9 de RuPaul's Drag Race
La neuvième saison de RuPaul's Drag Race est diffusée pour la première fois du 24 mars 2017 au 23 juin 2017 sur VH1, puis sur WOW Presents Plus à l'international.
Le 20 juillet 2016, l'émission est renouvelée pour sa neuvième saison. Le casting est composé de quatorze candidates et est dévoilé le 2 février 2017 sur les réseaux sociaux.
La gagnante de la saison reçoit un an d'approvisionnement de maquillage chez Anastasia Beverly Hills et 100 000 dollars.
La gagnante de la saison est Sasha Velour, avec Peppermint comme seconde.

## Candidates
| Candidate            | Âge | Résidence                  | Classement        |
| -------------------- | --- | -------------------------- | ----------------- |
| Sasha Velour         | 27  | New York, État de New York | Gagnante          |
| Peppermint           | 34  | New York, État de New York | Seconde           |
| Shea Couleé          | 24  | Chicago, Illinois          | 3e place 4e place |
| Trinity Taylor       | 26  | Orlando, Floride           | 3e place 4e place |
| Alexis Michelle      | 25  | New York, État de New York | 5e place          |
| Nina Bo'nina Brown   | 24  | Atlanta, Géorgie           | 6e place          |
| Valentina,           | 25  | Los Angeles, Californie    | 7e place          |
| Farrah Moan          | 22  | Las Vegas, Nevada          | 8e place          |
| Aja                  | 22  | New York, État de New York | 9e place          |
| Cynthia Lee Fontaine | 33  | Austin, Texas              | 10e place         |
| Eureka O'Hara        | 30  | Johnson City, Tennessee    | 11e place         |
| Charlie Hides        | 52  | Boston, Massachusetts      | 12e place         |
| Kimora Blac          | 29  | Las Vegas, Nevada          | 13e place         |
| Jaymes Mansfield     | 31  | Milwaukee, Wisconsin       | 14e place         |

## Progression des candidates
|                      | Épisode | Épisode | Épisode | Épisode | Épisode | Épisode | Épisode | Épisode | Épisode | Épisode | Épisode | Épisode | Épisode        | Épisode        |
| 1                    | 2       | 3       | 4       | 5       | 6       | 7       | 8       | 9       | 10      | 11      | 12      | 13      | 14             |                |
| -------------------- | ------- | ------- | ------- | ------- | ------- | ------- | ------- | ------- | ------- | ------- | ------- | ------- | -------------- | -------------- |
| Sasha Velour         | HIGH    | SAFE    | SAFE    | WIN     | SAFE    | HIGH    | LOW     | HIGH    | WIN     | HIGH    | HIGH    | SAFE    | INVITÉE        | GAGNANTE       |
| Peppermint           | SAFE    | SAFE    | HIGH    | LOW     | HIGH    | BTM2    | SAFE    | WIN     | HIGH    | SAFE    | BTM2    | SAFE    | INVITÉE        | SECONDE        |
| Shea Couleé          | SAFE    | HIGH    | SAFE    | WIN     | WIN     | SAFE    | HIGH    | HIGH    | WIN     | BTM2    | WIN     | SAFE    | INVITÉE        | ÉLIMINÉE       |
| Trinity Taylor       | SAFE    | HIGH    | WIN     | BTM2    | SAFE    | SAFE    | WIN     | LOW     | HIGH    | WIN     | LOW     | SAFE    | INVITÉE        | ÉLIMINÉE       |
| Alexis Michelle      | SAFE    | SAFE    | SAFE    | HIGH    | HIGH    | WIN     | SAFE    | BTM2    | LOW     | LOW     | ELIM    |         | INVITÉE        | INVITÉE        |
| Nina Bo'nina Brown   | WIN     | SAFE    | SAFE    | SAFE    | LOW     | HIGH    | BTM2    | SAFE    | BTM2    | ELIM    |         |         | INVITÉE        | INVITÉE        |
| Valentina            | SAFE    | WIN     | HIGH    | HIGH    | SAFE    | SAFE    | HIGH    | SAFE    | ELIM    |         |         |         | MISS SYMPATHIE | MISS SYMPATHIE |
| Farrah Moan          | SAFE    | SAFE    | LOW     | HIGH    | BTM2    | LOW     | SAFE    | ELIM    |         |         |         |         | INVITÉE        | INVITÉE        |
| Aja                  | SAFE    | SAFE    | BTM2    | HIGH    | SAFE    | SAFE    | ELIM    |         |         |         |         |         | INVITÉE        | INVITÉE        |
| Cynthia Lee Fontaine |         | SAFE    | SAFE    | SAFE    | BTM2    | ELIM    |         |         |         |         |         |         | INVITÉE        | INVITÉE        |
| Eureka O'Hara        | HIGH    | SAFE    | SAFE    | SAFE    | OUT     |         |         |         |         |         |         |         | INVITÉE        | INVITÉE        |
| Charlie Hides        | SAFE    | LOW     | SAFE    | ELIM    |         |         |         |         |         |         |         |         | INVITÉE        | INVITÉE        |
| Kimora Blac          | SAFE    | BTM2    | ELIM    |         |         |         |         |         |         |         |         |         | INVITÉE        | INVITÉE        |
| Jaymes Mansfield     | SAFE    | ELIM    |         |         |         |         |         |         |         |         |         |         | INVITÉE        | INVITÉE        |

 La candidate a remporté la saison.
 La candidate a fini seconde.
 La candidate a été éliminée lors de la finale.
 La candidate a été élue Miss Congeniality.
 La candidate a gagné le défi.
 La candidate a reçu des critiques positives et a été déclarée sauve.
 La candidate a été déclarée sauve.
 La candidate a reçu des critiques négatives et a été déclarée sauve.
 La candidate a été en danger d'élimination.
 La candidate a été éliminée.
 La candidate a été retirée de la compétition pour des raisons médicales.

## Lip-syncs
| Épisode | Candidate                                                      | vs.                                                            | Candidate                                                      | Chanson                      | Artiste         | Gagnante             |
| ------- | -------------------------------------------------------------- | -------------------------------------------------------------- | -------------------------------------------------------------- | ---------------------------- | --------------- | -------------------- |
| 2       | Jaymes Mansfield                                               | vs.                                                            | Kimora Blac                                                    | Love Shack                   | The B-52's      | Jaymes Mansfield     |
| 3       | Aja                                                            | vs.                                                            | Kimora Blac                                                    | Holding Out for a Hero       | Bonnie Tyler    | Kimora Blac          |
| 4       | Charlie Hides                                                  | vs.                                                            | Trinity Taylor                                                 | I Wanna Go                   | Britney Spears  | Charlie Hides        |
| 5       | Cynthia Lee Fontaine                                           | vs.                                                            | Farrah Moan                                                    | Woman Up                     | Meghan Trainor  | Aucune               |
| 6       | Cynthia Lee Fontaine                                           | vs.                                                            | Peppermint                                                     | Music                        | Madonna         | Cynthia Lee Fontaine |
| 7       | Aja                                                            | vs.                                                            | Nina Bo'nina Brown                                             | Finally                      | CeCe Peniston   | Aja                  |
| 8       | Alexis Michelle                                                | vs.                                                            | Farrah Moan                                                    | Baby I'm Burning             | Dolly Parton    | Farrah Moan          |
| 9       | Nina Bo'nina Brown                                             | vs.                                                            | Valentina                                                      | Greedy                       | Ariana Grande   | Valentina            |
| 10      | Nina Bo'nina Brown                                             | vs.                                                            | Shea Couleé                                                    | Cool for the Summer          | Demi Lovato     | Nina Bo'nina Brown   |
| 11      | Alexis Michelle                                                | vs.                                                            | Peppermint                                                     | Macho Man                    | Village People  | Alexis Michelle      |
| 12      | Peppermint vs. Sasha Velour vs. Shea Couleé vs. Trinity Taylor | Peppermint vs. Sasha Velour vs. Shea Couleé vs. Trinity Taylor | Peppermint vs. Sasha Velour vs. Shea Couleé vs. Trinity Taylor | U Wear It Well               | RuPaul          | Aucune               |
| Épisode | Candidate                                                      | vs.                                                            | Candidate                                                      | Chanson                      | Artiste         | Gagnante             |
| 14      | Peppermint                                                     | vs.                                                            | Trinity Taylor                                                 | Stronger                     | Britney Spears  | Peppermint           |
| 14      | Sasha Velour                                                   | vs.                                                            | Shea Couleé                                                    | So Emotional                 | Whitney Houston | Sasha Velour         |
| 14      | Peppermint                                                     | vs.                                                            | Sasha Velour                                                   | It's Not Right But It's Okay | Whitney Houston | Sasha Velour         |

 La candidate a été éliminée après sa première fois en danger d'élimination.
 La candidate a été éliminée après sa deuxième fois en danger d'élimination.
 La candidate a été éliminée après sa troisième fois en danger d'élimination.
 La candidate a remporté le lip-sync et a accédé au lip-sync pour la couronne.
 La candidate a remporté le lip-sync et la saison.

## Juges invités
Cités par ordre d'apparition :
- Lady Gaga, chanteuse et actrice américaine ;
- The B-52's, groupe de musique américain ;
- Todrick Hall, chanteur américain ;
- Cheyenne Jackson, acteur et chanteur américain ;
- Jeffrey Bowyer-Chapman, acteur et mannequin canadien ;
- Naya Rivera, actrice et chanteuse américaine ;
- Meghan Trainor, chanteuse américaine ;
- Candis Cayne, actrice américaine ;
- Denis O'Hare, acteur américain ;
- Jennie Garth, actrice américaine ;
- Tori Spelling, actrice américaine ;
- Fortune Feimster, actrice et humoriste américaine ;
- Tamar Braxton, personnalité télévisée américaine ;
- Lisa Robertson, personnalité télévisée américaine ;
- Noah Galvin, acteur américain ;
- Kesha, chanteuse américaine ;
- Zaldy, styliste américano-philippin ;
- Andie MacDowell, actrice et mannequin américaine ;
- Joan Smalls, mannequin portoricain.

### Invités spéciaux
Certains invités apparaissent lors des épisodes, mais ne font pas partie du panel des jurés.
Épisode 2
- Lisa Kudrow, actrice et comédienne américaine.

Épisode 12
- Todrick Hall, chanteur américain.

Épisode 14
- Blac Chyna, mannequin et actrice américaine (par visioconférence) ;
- Bob The Drag Queen, drag queen américaine ;
- Bobby Moynihan, acteur américain (par visioconférence) ;
- Katy Perry, chanteuse américaine (par visioconférence) ;
- Laverne Cox, actrice américaine (par visioconférence).

## Épisodes
| Candidate             | Aja                  | Alexis Michelle            | Charlie Hides    | Eureka         | Farrah Moan    | Jaymes Mansfield | Kimora Blac       | Nina Bo'nina Brown          | Peppermint           | Sasha Velour     | Shea Couleé                     | Trinity Taylor             | Valentina        |
| Ville d'origine       | New York             | New York                   | Boston           | Johnson City   | Las Vegas      | Wisconsin        | Las Vegas         | Atlanta                     | New York             | New York         | Chicago                         | Orlando                    | Los Angeles      |
| Inspiration           | Statue de la Liberté | Droits civiques à New York | Pères pèlerins   | Rednecks       | Showgirls      | Fromage          | Showgirls         | Pêche                       | Statue de la Liberté | Art contemporain | Hot-dog de Chicago              | Parc à thèmes              | Mariachi Plaza   |
| Inspiration Lady Gaga | 2017 Met Gala        | 2016 Golden Globes         | 2010 Brit Awards | 2010 Telephone | 2010 Alejandro | 2012 Vogue       | 2010 À l'aéroport | 2009 MTV Video Music Awards | 2016 Grammy Awards   | 2013 Applause    | 2009–2011 The Monster Ball Tour | 2015 American Horror Story | 2011 CFDA Awards |

| Équipe    | The B-52's           | The B-52's    | The B-52's  | The B-52's  | The B-52's | The B-52's     | The B-52's | RuPaul | RuPaul          | RuPaul        | RuPaul           | RuPaul             | RuPaul       | RuPaul      |
| --------- | -------------------- | ------------- | ----------- | ----------- | ---------- | -------------- | ---------- | ------ | --------------- | ------------- | ---------------- | ------------------ | ------------ | ----------- |
| Candidate | Cynthia Lee Fontaine | Eureka O'Hara | Farrah Moan | Kimora Blac | Peppermint | Trinity Taylor | Valentina  | Aja    | Alexis Michelle | Charlie Hides | Jaymes Mansfield | Nina Bo'nina Brown | Sasha Velour | Shea Couleé |

| Équipe    | Good Morning Bitches | Good Morning Bitches | Good Morning Bitches | Good Morning Bitches | Good Morning Bitches | Good Morning Bitches | Not On Today  | Not On Today         | Not On Today | Not On Today       | Not On Today | Not On Today   |
| --------- | -------------------- | -------------------- | -------------------- | -------------------- | -------------------- | -------------------- | ------------- | -------------------- | ------------ | ------------------ | ------------ | -------------- |
| Candidate | Aja                  | Alexis Michelle      | Farrah Moan          | Sasha Velour         | Shea Couleé          | Valentina            | Charlie Hides | Cynthia Lee Fontaine | Eureka       | Nina Bo'nina Brown | Peppermint   | Trinity Taylor |

| Candidate | Aja                 | Alexis Michelle | Cynthia Lee Fontaine | Eureka O'Hara | Farrah Moan  | Nina Bo'nina Brown | Peppermint     | Sasha Velour  | Shea Couleé | Trinity Taylor | Valentina      |
| Rôle      | Kourtney Kardashian | Kris Jenner     | Kim Kardashian       | North West    | Kylie Jenner | Khloé Kardashian   | Britney Spears | Lindsay Lohan | Blac Chyna  | Paris Hilton   | Kendall Jenner |

| Candidate             | Aja                       | Alexis Michelle | Cynthia Lee Fontaine | Farrah Moan     | Nina Bo'nina Brown | Peppermint         | Sasha Velour     | Shea Couleé        | Trinity Taylor | Valentina         |
| Personnage            | Violet Chachki            | Liza Minnelli   | Sofía Vergara        | Gigi Gorgeous   | Jasmine Masters    | NeNe Leakes        | Marlene Dietrich | Naomi Campbell     | Amanda Lepore  | Ariadna Gutiérrez |
| Inspiration du défilé | 1987 Who's That Girl Tour | 1990 Dick Tracy | 2015 Brit Awards     | 2012 Super Bowl | 2013 Met Gala      | 1984 Material Girl | 1992 Erotica     | 1984 Material Girl | 2013 Met Gala  | 1992 SEX          |

| Candidate finaliste     | Peppermint     | Sasha Velour  | Shea Couleé          | Trinity Taylor    |
| ----------------------- | -------------- | ------------- | -------------------- | ----------------- |
| Victoire(s)             | 1              | 2             | 4                    | 3                 |
| Épisode(s)              | Épisode 8      | Épisodes 4, 9 | Épisodes 4, 5, 9, 11 | Épisodes 3, 7, 10 |
| Risque(s) d'élimination | 2              | 0             | 1                    | 1                 |
| Épisode(s)              | Épisodes 6, 11 | —             | Épisode 10           | Épisode 4         |